# Halowe Mistrzostwa Świata w Lekkoatletyce 1999 – trójskok mężczyzn
Trójskok mężczyzn – jedna z konkurencji rozgrywanych podczas halowych mistrzostw świata w lekkoatletyce w 1999, zmagania w niej odbyły się 5 marca.
Do konkursu zgłoszonych zostało 10 zawodników.
Zawody w tej konkurencji wygrał reprezentant Niemiec Charles Friedek. Drugą pozycję zajął zawodnik ze Stanów Zjednoczonych LaMark Carter, trzecią zaś reprezentujący Węgry Zsolt Czingler.
Bułgarskiemu skoczkowi Rostisławowi Dimitrowowi anulowano wyniki, jak również został jemu odebrany srebrny medal po tym, jak udowodniono mu stosowanie dopingu.

## Wyniki
| Miejsce | Zawodnik             | Państwo           | Podejście | Podejście | Podejście | Podejście | Podejście | Podejście | Wynik | Uwagi |
| Miejsce | Zawodnik             | Państwo           | #1        | #2        | #3        | #4        | #5        | #6        | Wynik | Uwagi |
| ------- | -------------------- | ----------------- | --------- | --------- | --------- | --------- | --------- | --------- | ----- | ----- |
| 01 !    | Charles Friedek      | Niemcy            | 17,18     | 13,52     | 16,32     | X         | X         | 17,09     | 17,18 | PB    |
| 02 !    | LaMark Carter        | Stany Zjednoczone | 16,73     | X         | 16,90     | 16,89     | 16,98     | 16,31     | 16,98 | SB    |
| 03 !    | Zsolt Czingler       | Węgry             | 15,46     | 16,50     | 16,71     | 16,83     | 16,78     | 16,98     | 16,98 |       |
| 4.      | Yoelbi Quesada       | Kuba              | 16,91     | 16,76     | X         | 16,63     | 16,92     | –         | 16,92 |       |
| 5.      | Ionuț Pungă          | Rumunia           | 16,83     | X         | 16,54     | X         | 16,42     | 16,87     | 16,87 |       |
| 6.      | Armen Martirosjan    | Armenia           | 16,15     | 16,56     | 16,72     | 16,65     | 16,83     | 16,66     | 16,83 |       |
| 7.      | Rogel Nachum         | Izrael            | 15,77     | 16,24     | 16,01     | X         | 15,72     | X         | 16,24 |       |
| 8.      | Takanori Sugibayashi | Japonia           | 15,97     | X         | X         | NQ        | NQ        | NQ        | 15,97 |       |
| –       | Rostisław Dimitrow   | Bułgaria          | 16,80     | X         | 16,63     | 17,05     | –         | X         | 17,05 |       |
| –       | Paolo Camossi        | Włochy            | DNS       | DNS       | DNS       | DNS       | DNS       | DNS       | DNS   |       |